# Grænalón
Grænalón is een gletsjermeer nabij IJslands grootste gletsjer, de Vatnajökull. Het gletsjermeer ligt in het zuiden van het land en het heeft een oppervlakte van 18 km².
In tegenstelling van het bekendere gletsjermeer Jökulsárlón ligt het niet aan de kust maar in het binnenland aan de noordwestelijke kant van de gletsjertong Skeiðarájökull dat een onderdeel van de Vatnajökull is.